# 社會期許誤差
社會期許誤差，是社會科學研究的詞彙，受訪者為了令人產生正面印象，傾向在調查中以不實意願取代其真實意願，以符合社會期望。例如過多申報自己的「良好行為」，或過少申報自己的「壞行為」、或不受歡迎的行為。這種傾向嚴重影響研究的效度，尤其見於自填問卷。這種偏差會影響樣本的平均數值，亦影響研究員研究受訪者之間的差異。
擁有特定社會期許的議題，例如受訪者個人的能力、性格、性行為、濫用藥物等議題，須特別留意社會期許誤差。例如，當受訪者需要回答：「你有多經常自慰？」，受訪者可能基於社會對自慰的禁忌，過少申報自慰的頻率，或者導致自慰頻率頻繁的受訪者避免回答。於是，問卷收集回來的自慰平均頻率會遭嚴重低估。

當受訪者需要回答：「你是否曾經濫用藥物或不當物質？」受訪者可能基於壓力否認曾經吸食受管制物質（例如大麻），或嘗試合理化其行為：「我只會在有朋友在場時，才吸食」。
這種誤差對不同人口組別的影響可能不同。例如當受訪者申報性伴侶的數目時，男性傾向過多申報性伴侶的數目，女性傾向過少申報。無論如何，兩個組別的性伴侶數目平均值，皆受社會期許誤差影響而誤報。
其他經常受社會期許誤差影響的議題包括：
- 個人收入，低收入者傾向高報而高收入者傾向少報
- 負面情緒，例如沒有自尊、無力感，經常遭否認
- 排泄功能，受訪者往往不願討論
- 沒有依從指示／沒有按時使用藥物，卻高報配合度
- 宗教，受訪者往往不願討論
- 愛國主義，基於恐懼、審判或旁人目光，而遭高報或否認
- 固執、不寬容或心胸狹窄，受訪者存在該種想法但否認
- 智商及相關成就，往往遭高報
- 外貌及儀容，遭高報或低報
- 暴力，不論實際或想像，往往遭否認
- 慈善或仁愛，往往遭高報
- 違法行為，往往遭全盤否認

## 個人差異
不同人對社會期許反應（SDR, socially desirable responding）不一，所以這種誤差對其回答的影響亦不一。這種個人差異令研究員無法分辨那些受訪者是真誠申報，那些受訪者是受社會期許影響而扭曲原本意願。
當社會期許的影響無法完全排除，研究員需要尋找方法估算這種誤差，並加以對照。額外量度SDR的方法需要與本體實驗同時執行。這是假設受訪者於回答SDR變量與回答本體實驗的變量時，同受社會期許影響。
有時受訪者於整份問卷給予高評分，該問卷可能全份作廢。不然，研究員可以根據受訪者SDR變量的答案，以統計方式，修正本體實驗的答案，從而消除社會期許誤差。例如，MMPI 量表可以自行調整基本量表的答案。
SDR量表最大隱憂是把風格與內容混淆。每人擁有的社會期許不同，例如修女與罪犯同樣反對死刑，但修女反對死刑出於其宗教背景，而罪犯反對死刑出於恐懼或道德低下，二者反對死刑是因為其背景與行為風格，未必與社會期許有關。根據SDR量表消除二人的答案，同樣導致效度問題。

## 匿名與保密
當受訪者無須提供個人資料，有助降低社會期許誤差。受訪者有感答案不會與自己直接勾上關係，較容易真誠回答。
匿名自填問卷提供中立性、脫離感和保障予受訪者。更佳的方法是讓受訪者以郵遞或投票箱方式提交問卷，更加保障其匿名性。
另外一個方法是隨機化回答。可以一方面讓研究員搜集到公眾在敏感課題的情況或態度，而一方面個別受訪者可以保持隱私，是進行敏感課題研究時的一種折衷手法。
其中一項實例，是香港政府統計處於1999年就港人在內地所生子女人數進行調查。
方式是用黑布袋內一定數量的有蓋和沒有蓋膠卷筒（港稱菲林筒）。受訪者隨機抽選膠卷筒，但無須表示抽中有蓋或沒有蓋的膠卷筒。
- 如果抽中有蓋的膠卷筒，回答在內地所生的子女數目
- 如果抽中沒有蓋的膠卷筒，回答過去一星期乘坐的士的次數

因為只有受訪者知道自己抽中有蓋還是沒有蓋的膠卷筒，只有受訪者知道他的答案，是「在內地所生的子女數目」還是「過去一星期乘坐的士的次數」。

得出結果後，政府根據事前掌握市民乘坐的士習慣的數據，推算另外一個未知變量，即港人在內地所生的子女數目。

## 中立的實施方法
如果問題的用字中立，有助降低社會期許的影響。
另一種方法是強制性提問，採用社會期許度相當（一樣好或一樣壞）作為答案，強迫受訪者從中選擇。因為當中沒有線索顯示哪個才是最佳答案，可以避免受訪者依照社會期許作答。不過此種題型除了在題目編寫上困難，對於受訪者亦實施了若干程度的扭曲（Walley & Smith, 1998）。